# Amundsen-Nobile klimatförändringsmast
Amundsen-Nobile klimatförändringsmast är en 34 meter hög mast för mätinstrument i Ny-Ålesund i Svalbard. Den är avsedd för utrustning som bland annat mäter förhållanden i den lägre troposfären.
Framför allt används masten för mätningar av meteorologiska värden (temperatur, relativ fuktighet, vindstyrka och -riktning på fyra olika höjder, samt komponenter av solstrålning och infraröd strålning som mäts från mastens topp. Vidare mäts snötäckets tjocklek samt temperaturen i detta på två olika djup. 
Masten finansierades av det italienska Consiglio Nazionale delle Ricerche och restes av Kings Bay AS strax väster om forskningsbyn Ny-Ålesund. Den invigdes i april 2009.
Masten har sitt namn efter polarforskarna Roald Amundsen och Umberto Nobile.

## Uppmätta extremvärden
- Högsta temperatur: 15.4°C, den 31 juli 2018
- Lägsta temperatur: -26.9°C, den 22 februari 2011
- Högsta vindhastighet: 25,0 meter/sekund, den 15 februari 2015